# Черницкий, Василий Иванович
Васи́лий Ива́нович Черницкий (20 марта 1851 — после 1917) — русский юрист и политик, член III Государственной думы от области Войска Донского, член Государственного Совета по выборам.

## Биография

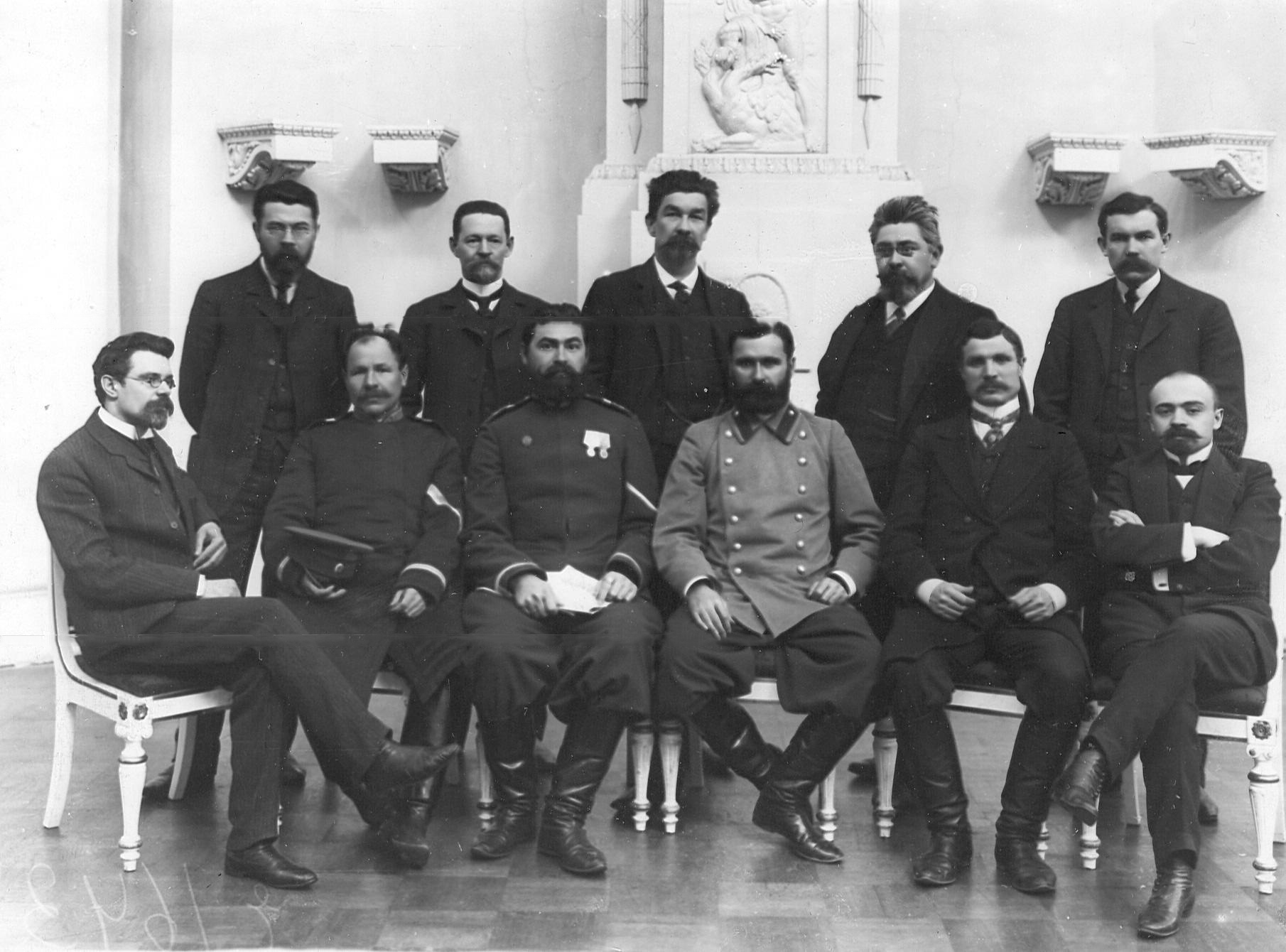
Депутаты Государственной думы Российской империи III созыва от Области войска Донского. Стоят: В. А. Харламов, В. И. Черницкий, П. Р. Пырков, И. Н. Ефремов, М. С. Воронков; сидят: Н. А. Захарьев, А. К. Петров, И. Ф. Кадацков, П. Ф. Кравцов, П. А. Плотников, М. С. Аджемов

Из потомственных дворян. Землевладелец области Войска Донского (680 десятин), домовладелец Таганрога.
Окончил Воронежскую духовную семинарию и юридический факультет Санкт-Петербургского университета (1876).
По окончании университета поступил на службу в гражданский кассационный департамент Сената. Через два месяца вышел в отставку и поступил юрисконсультом в Мариупольское отделение Азовско-Донского банка. Кроме того, состоял помощником присяжного поверенного Таганрогского окружного суда, а затем присяжным поверенным округов: Одесской судебной (1882—1884), Харьковской судебной (1884—1904) и Новочеркасской судебной (с 1904) палат. Стал одним из основателей Таганрогского отдела «Союза 17 октября».
В 1907 году был избран в члены III Государственной думы от области Войска Донского съездом землевладельцев. Входил во фракцию октябристов. Состоял членом комиссий: чиншевой, о неприкосновенности личности, по направлению законодательных предположений, редакционной, по судебным реформам и по местному самоуправлению.
13 октября 1915 был избран в члены Государственного совета от землевладельцев области Войска Донского. Входил в группу центра. Выступал за скорейшую разработку законопроекта о введении явочной системы учреждения акционерных обществ, в заседании общего собрания Государственного совета 1 апреля 1916 года заявил:

Надо выбросить из оборота часто повторяющуюся мысль, будто бы русский человек не отличается предприимчивостью. Это клевета! ...Беда в том, что в то время, когда иностранцы идут армиями акционеров со своими акционерными капиталами, наш русский предприниматель должен идти в одиночку, ибо для учреждения акционерного общества в России такие сложные процедуры, что не всякий на неё пойдет. В то время как во всем мире существует явочная система учреждения акционерных обществ, в России остается система разрешительная, глубоко тормозящая развитие торгово-промышленной жизни.

Судьба после 1917 года неизвестна. Был женат.